# Гипотеза планетария
Гипотеза планетария, выдвинутая в 2001 году Стивеном Бакстером, пытается найти решение парадокса Ферми, утверждая, что наши астрономические наблюдения представляют собой иллюзию, созданную цивилизацией типа III, способной манипулировать материей и энергией в галактических масштабах. Он постулирует, что мы не видим доказательств существования внеземной жизни, потому что Вселенная была спроектирована так, что кажется, будто она не содержит другой жизни.

## Критика
Гипотеза рассматривалась некоторыми авторами как умозрительная и даже почти бесполезная в каком-либо практическом научном смысле и больше связанная с теологическим способом мышления наряду с гипотезой зоопарка.